# 白田林二郎
白田 林二郎（しらた りんじろう、1912年〈明治45年〉3月29日 - 1993年〈平成5年〉5月29日）は、山形県出身の日本の武道（合気道）家、 合気道開祖・植芝盛平の高弟。

## 生涯
1912年（明治45年）山形県に生まれる。旧制・新荘中学（現・新庄北高校）では柔道部の大将を務めていた。 1931年（昭和6年）の暮れ上京。父親が大本の信者だった縁で、植芝盛平（守高）の開設間もない皇武館道場に入門、内弟子となる（19歳）。当時の写真によると太い首とがっちりした肩幅を持つ偉丈夫である。米俵（一俵=60kg）を両手に一つずつ持ち、拍子木のように打ち付けることが出来たという話もある。素性の分からない道場破りが来ると必ず白田が応対し、相手を徹底的にたたき伏せるのが常であったという。開祖について各地の指導にあたる。後に大阪駐在。『皇武館の麒麟児』の異名をとった。1937年（昭和12年）（25歳）応召。
同時期の植芝門下の兄弟子に、富木謙治、望月稔、湯川勉、米川成美、弟弟子には後の養神館創始者の塩田剛三などがいる。
終戦後は生命保険会社にサラリーマンとして勤めながら、秋田県で合気道の指導を再開し（1948年〈昭和23年〉）、小林孝雄の尽力により、青森県支部開設師範（1959年〈昭和34年〉）、青森刑務所合気道師範、山形県支部開設師範（1969年〈昭和44年〉）、東北合気道連盟初代会長（1973年〈昭和48年〉）、国際合気道連盟高等評議会議長、全日本合気道連盟理事長などを歴任。1972年（昭和47年）合気道九段、1993年（平成5年）合気道十段。
白田は指導書を出版したり、自前の道場を経営したりといった、武道で飯を食うという意味での武道家ではなかった。生業を他に持ちながら多忙の合間を縫って合気道の普及、門弟の指導に尽力した。歴々たる肩書きを驕ることもなく、道場で汗を流すことを喜びとし、開祖直弟子であることを誇りとした。自ら名を売ることを好まず、生涯合気会師範の立場を全うした。1993年（平成5年）5月29日逝去。81歳。そのほんの数ヶ月前まで学生を相手に稽古していた。同日付で十段を贈られる。
白田一門の技はしばしば『本部（合気会）と岩間の中間』と形容されることがある。盛平壮年期、皇武館時代の技の特徴を継承しているからである。白田の技として「禊の剣」「禊の杖」、技の特徴として表・裏の体捌きとは別に「90度体捌き」があり、山形県の各道場で見ることが出来る。

## エピソード
1986年（昭和61年）9月12日、新日本プロレスの藤波辰巳がその日試合のあった山形県体育館から隣の山形県武道館を訪れた。そのとき白田（74歳）が高校生の部に稽古をつけていたのをしばらく見学していたが、何を思ったかその場で入門を願い出た。
「プロレスとは違うから」と入門は断ったものの白田は藤波に小手返し投げ、二教などを指導した。藤波はその技の数々に驚嘆したという。
その模様が東京スポーツ（9月14日付）に取上げられ、上半身裸の藤波が白田に二教で抑えられている写真が掲載された。

## The Way of Harmony
白田自身の執筆による技術書、指導書ではないが1984年に『Aikido: The Way of Harmony』が出版される（白田72歳）。著者はジョン・スティーブンス（John Stevens 東北福祉大学教授 合気道家 日本文化研究家）。表紙は白田が演武する写真。下段に「under the direction of SHIRATA RINJIRO」とある。内容は白田の指導による、写真及び技法の解説である。

## リンク
- （財）合氣会山形県支部山形県合氣道連盟（白田林二郎師範 御略歴） - ウェイバックマシン（2005年5月13日アーカイブ分）
- 合気ニュース今日の一枚137 白田林二郎
- Aikido:The Way of Harmony
- Aikitube白田林二郎(Rinjiro SHIRATA)（動画）

## 参考資料
- 『合気道探求』第20号-第22号 「合気道家列伝(1)～(3)白田林二郎・・・加来耕三」
- 『決定版 植芝盛平と合気道<1>』開祖を語る直弟子たち 合気ニュース編集部編